# Qu'est-ce qu'on a fait au Bon Dieu?
Qu'est-ce qu'on a fait au Bon Dieu? is een Franse film van Philippe de Chauveron die werd uitgebracht in 2014.
Deze filmkomedie was de grootste kassakraker van 2014 in Frankrijk.

## Samenvatting
Claude Verneuil is een man van oudere leeftijd die prat gaat op zijn gaullistische politieke overtuigingen en op zijn katholieke bourgeois afkomst. Samen met zijn vrouw Marie leeft hij in een groot landhuis in Chinon waar hij notaris is. Daar hebben ze hun vier dochters naar best vermogen opgevoed. Hun jongste dochter Laure vormt hun laatste hoop op een authentieke Franse katholieke schoonzoon van goeden huize. 
In het verleden hebben ze het in hun ogen niet zo goed getroffen: hun drie oudste dochters zijn weliswaar getrouwd met een Fransman, maar hun schoonzonen zijn alle drie zonen van immigranten en ze hebben alle drie een andere godsdienst. Zo woont Ségolène samen met een succesrijke Chinees, Isabelle met een advocaat van Arabische afkomst en Odile met een Sefardische Jood zonder werk. Marie en Claude doen pogingen om open van geest te zijn of om toch minstens verdraagzaam over te komen. Vooral Claude heeft het moeilijk om zijn racistische oprispingen te bedwingen. 
Op het familiaal kerstfeest vertelt Laure dat ze een vriend heeft, en ja, hij heet Charles (zoals generaal De Gaulle) én is katholiek én hij heeft werk ... als komiek. Marie is dolgelukkig want haar droom dat haar jongste dochter een kerkelijk huwelijk aangaat zal werkelijkheid worden. Laure heeft er echter niet durven aan toevoegen dat Charles een zwarte man is van Ivoriaanse afkomst. De vader van Charles is echter ook niet tevreden als hij te horen krijgt dat zijn zoon een blanke vriendin heeft.

## Rolverdeling
- Christian Clavier: Claude Verneuil (notaris)
- Chantal Lauby: Marie Verneuil, zijn vrouw
- Émilie Caen: Ségolène Ling Verneuil
- Frédéric Chau: Chao Ling
- Frédérique Bel: Isabelle Ben Assem Verneuil
- Medi Sadoun: Rachid Ben Assem
- Julia Piaton: Odile Benichou Verneuil
- Ary Abittan: David Benichou
- Élodie Fontan: Laure Verneuil
- Noom Diawara: Charles Koffi
- Élie Semoun: de psycholoog
- Pascal Nzonzi: André Koffi, de vader van Charles
- Salimata Kamate: Madeleine Koffi, de moeder van Charles
- Tatiana Rojo: Viviane Koffi, de zus van Charles
- Loïc Legendre: de pastoor van Chinon
- David Salles: de gendarm